# Iławki
Iławki (wcześniej Iławka) – jezioro w Polsce, położone w województwie warmińsko-mazurskim, w powiecie kętrzyńskim, w gminie Kętrzyn, w dorzeczu Węgorapy.
Jezioro położone jest w lasach między Sterławkami, Salpikiem i Martianami. Do jego południowo-zachodniej odnogi dotykają pola majątku ziemskiego w Bałowie.
Iławki mają powierzchnię 123,4 ha i maksymalną głębokość 6,5 m. Poziom lustra wody jest wyniesiony na wysokość 122,2 m n.p.m. Na XVII-wiecznej mapie Narońskiego jezioro miało najbardziej nietypowy kształt – zbliżony do ośmiornicy o rozłożonych ramionach. Jego północna odnoga odcięta została przez odcinek linii kolejowej Kętrzyn-Giżycko, a niektóre odnogi zamieniły się na tereny bagienne. Jezioro ma długość ok. 2,5 km, a największą szerokość ok. 1 km.
Nad jeziorem znajdują dwie plaże. Ze Sterławek Wielkich, przy wyjeździe w kierunku Kętrzyna, przed przejazdem kolejowo-drogowym należy skręcić w lewo – dojazd drogą gruntową do plaży położonej na wschodnim brzegu jeziora przy leśnym polu biwakowym. Druga plaża znajduje się po zachodniej stronie jeziora, na półwyspie przypominającym patelnię. Właścicielem półwyspu jest gm. Kętrzyn. Na półwyspie biwakują zawsze obozy ZHP. Dojazd do plaży na zachodnim brzegu jeziora możliwy jest drogami gruntowymi od Martian i Salpiku.